# (8371) Goven
(8371) Goven (1991 TJ14) – planetoida z pasa głównego asteroid okrążająca Słońce w ciągu 4,48 lat w średniej odległości 2,72 au. Odkryta 2 października 1991 roku.